# Psycholinguistics. Психолінгвістика. Психолингвистика
«Psycholinguistics. Психолінгвістика. Психолингвистика» — український науковий і наукометричний журнал.
Видається з 2008 року, два рази на рік у квітні та листопаді. Видавець та засновник: Університет Григорія Сковороди в Переяславі, головний редактор: Калмикова Лариса Олександрівна.
Проблематика: теоретичні й прикладні аспекти психолінгвістики.
Мови видання: англійська, українська, російська (змішаними мовами).
Свідоцтво про державну реєстрацію друкованого засобу масової інформації: Серія КВ 21192-10992ПР (28.12.2017).
Збірник внесено до Переліку наукових фахових видань України, в яких можуть публікуватися результати дисертаційних робіт на здобуття наукових ступенів доктора і кандидата наук із психологічних наук (Протокол № 747 від 13.07.2015 р.) та філологічних наук (Протокол № 1604 від 22.12.2016 р.).
Журнал індексується у Web of Science (Emerging Sources Citation Index)